# Новое Село (Вышневолоцкий район)
Новое Село — деревня в Вышневолоцком городском округе Тверской области.

## География
Находится в центральной части Тверской области на расстоянии приблизительно 17 км по прямой на юг-юго-восток от вокзала железнодорожной станции Вышний Волочёк.

## История
На карте 1825 года деревня уже была отмечена. В 1859 году здесь (сельцо Новое Вышневолоцкого уезда) было учтено 8 дворов. До 2019 года деревня входила в состав ныне упразднённого Холохоленского сельского поселения Вышневолоцкого муниципального района.

## Население
Численность населения 8 человек (1859 год), 3 (русские 100 %) в 2002 году, 5 в 2010.